# تترستاق
تترستاق یا تیرستاق، روستایی است از توابع بخش بلده شهرستان نور در استان مازندران ایران.

## جمعیت
این روستا در دهستان تتارستاق قرار دارد و براساس سرشماری مرکز آمار ایران در سال ۱۳۸۵، جمعیت آن ۲۵۳ نفر (۸۸خانوار) بوده‌است. مردم تترستاق از قومیت طبری هستند که ریشه آن به قوم آمارد و قوم تپوری می‌رسد. مردم تترستاق به زبان طبری (مازندرانی) و گویش کجوری سخن میگویند.